# Dansk Melodi Grand Prix 1999
Dansk Melodi Grand Prix 1999 var en sangkonkurrence, der var arrangeret af DR med det formål at finde en dansk repræsentant til Eurovision Song Contest 1999.
DR havde i samarbejde med fem komponister fundet frem til deltagerne, og konkurrencen blev afviklet under tv-programmet Musikbutikken med Keld Heick som vært. Kapelmestern var Ken Børjesen. Det var seerne der bestemte størstedelen af udfaldet, dog havde en fagjury fået en femtedel af stemmerne. Der var dog enighed om vinderen. Fagjuryen bestod af:
- Johnny Reimar
- Anne Cathrine Herdorf
- Ann Louise
- Anders Frandsen
- Alex Nyborg Madsen
- Carola Häggkvist

| Nr. | Sang                 | Solist                        | Komponist                            | Point | Placering |
| 1   | "Flammer under vand" | Stine Findsen                 | Søren Bundgaard                      | 42    | 3.        |
| 2   | "Kys mig i nat"      | Clark Best                    | Thomas Negrijn                       | 30    | 4.        |
| 3   | "3 x euro"           | Jacob Haugaard                | Michael Hardinger & Rasmus Schwenger | 44    | 2.        |
| 4   | "Denne gang"         | Trine Jepsen & Michael Teschl | Ebbe Ravn                            | 60    | 1.        |
| 5   | "To hjerter"         | Susanne Marcussen             | Tamra Rosanes & Susanne Marcussen    | 24    | 5.        |